# Juan Jurado Alcaide
Juan Jurado Alcaide (Villafranca de Córdoba, Córdoba, 16 de julio de 1927 – Villamanta, Madrid, 16 de junio de 2022) fue un director de fotografía y productor del cine español de la segunda mitad del siglo XX.

## Biografía
Juan Jurado Alcaide nació el 16 de julio de 1927 en Villafranca de Córdoba (Córdoba). En diciembre de 1936, con 9 años, a consecuencia de la guerra civil española, tiene que huir del pueblo junto con sus padres y sus cinco hermanos para refugiarse en Villanueva de Córdoba y posteriormente en Munera (Albacete), donde estará hasta el final de la contienda en 1939. 
Comienza a tomar contacto con el mundo de cine desde muy joven, como ayudante de cabina en el cine de verano de su pueblo. Con solo 14 años, dio su primera proyección.
Migró de su pueblo natal y se afincó en Madrid donde comenzó su carrera profesional en la cinematografía, la cual desarrolló durante más de 25 años.
Tras su retirada, trabajó en un comercio de una céntrica calle de Madrid, por donde pasaban frecuentemente personajes del mundo del cine. Años después, con el cierre de la tienda, se trasladó al pueblo madrileño de Villamanta, donde residió hasta su muerte, faltando un mes para cumplir 95 años, el 16 de junio de 2022.
A pesar de los años fuera del pueblo que le vio nacer, nunca renunció a sus raíces cordobesas y regresaba frecuentemente a Villafranca de Córdoba para reencontrarse con sus amistades y familiares.
Tras su fallecimiento, fue homenajeado por la Academia de las Artes y las Ciencias Cinematográficas de España en la Edición 37 de los Premios Goya (En Memoria), celebrado el 11de febrero de 2023. Su hermano Francisco Jurado Alcaide también se dedicó durante más de 30 años a la cinematografía, y también fue recordado en la Edición 33 de los Premios Goya (En Memoria), celebrado en 2019.    

## Trayectoria profesional
Su primer trabajo como Asistente de Cámara fue en año 1952, en la comedia Aeropuerto, con música de Manuel L. Quiroga, al que conoce y con el que, años después se une profesionalmente. Posteriormente le siguen títulos como la adaptación del clásico de Pedro Calderón de la Barca, El alcalde de Zalamea. 
Comienza como Operador de Cámara o Camarógrafo en 1959, con los filmes S.O.S. Pacífico y Los viajes de Guilliver, a los que siguieron otros títulos nacionales. A partir del año 1962 se forja un nombre como Director de Fotografía, realizando diversas película de temática variada.   
Creó la firma Leda Films Productions, S.L., inicialmente con otros socios y posteriormente en solitario; un sello con el que producirá películas hasta el año 1971 y que desarrolló en paralelo a su carrera como Director de Fotografía.
Realizó películas tanto nacionales como internacionales, con producciones y coproducciones americanas, británicas, italianas y españolas. Sus rodajes se desarrollaron en España, Inglaterra, Francia, Alemania y Estados Unidos.
Tuvo ocasión de ejercer su profesión con diversos directores nacionales y extranjeros del momento, como: Guy Green, Luis Lucia, Pedro Lazaga, Umberto Lenzi o Luis García Berlanga.
Igualmente, trabajó en películas con actores y actrices internacionales (Richard Attenborough, Pier Angeli, Kerwin Mathews, Gordon Scott, Janet Agren, Arthur Kennedy…) y nacionales (Fernando Fernán Gómez, Tony Leblanc, Antonio Ozores, Fernando Rey, Laura Valenzuela, Alfredo Mayo, Roció Jurado…)
Su filmografía abarca diferentes géneros cinematográficos: comedia, musical, drama, romance, aventuras, acción, bélico, cine negro y documental.
A lo largo de su carrera realizó diversos cortometrajes, especialmente documentales de temas geográficos y culturales. En 1958 produce y dirige el documental Tierra y mar del noroeste, un cortometraje de 20 minutos, con guion de Santos Núñez.
En el año 1978, se retiró de toda actividad cinematográfica profesional.

## Filmografía
Auxiliar y operador de cámara o camarógrafo
- 1952. Aeropuerto, Luis Lucía
- 1954. El Alcalde de Zalamea, José Gutiérrez Maesso
- 1955. El Indiano, Fernando Soler
- 1956. Los ladrones somos gente honrada, Pedro Luis Ramírez
- 1956. El sol sale todos los días, Antonio del Amo
- 1956. Duelo de pasiones, Javier Setó
- 1957. Maravilla, Javier Setó
- 1957. Los Jueves Milagro, Luis García Berlanga
- 1959. S.O.S. Pacífico, Guy Green
- 1959. Los viajes de Gulliver, Jack Sher
- 1960. Juicio final, José Ochoa
- 1960. Pasa la tuna, José María Elorrieta
- 1960. La corista, José María Elorrieta
- 1960. Los económicamente débiles, Pedro Lazaga
- 1961. La cuarta carabela, Miguel Martín

Director de fotografía
- 1962. Todos eran culpables, León Klimosvsky
- 1962. Cupido Contrabandista, Esteban Madruga
- 1962. Así es Galicia, Juan Antonio Cabezas
- 1963. Vida de familia, José Luis Font
- 1965. El filo del miedo, Jaime J. Balcázar
- 1965. En Andalucía nació el amor, Enrique López Eguiluz
- 1966. El dragón, espía invisible. Umberto Lenzi
- 1966. Proceso a una estrella. Rafael J. Salvia
- 1967. El filo del miedo, Jaime Jesús Balcázar
- 1978. Bermudas: La cueva de los tiburones, Tonino Ricci

Productor – Leda Films Productions S.L.
- 1962. Todos eran culpables, León Klimosvsky
- 1962. Cupido Contrabandista, Esteban Madruga
- 1962. Así es Galicia, Juan Antonio Cabezas
- 1963. Vida de familia, José Luis Font
- 1965. El filo del miedo, Jaime Jesús Balcázar
- 1965. En Andalucía nació el amor, Enrique López Eguiluz
- 1966. Proceso a una estrella. Rafael J. Salvia
- 1967. El filo del miedo, Jaime Jesús Balcázar
- 1967. Nido de espías, Gianfranco Baldanello
- 1969. Viaje al vacío, Javier Setó
- 1970. Los hombres las prefieren viudas, León Klimovsky
- 1970. Con ella llegó el amor. Ramón Torrado Estrada.
- 1971. La montaña rebelde. Ramón Torrado Estrada [5]

CORTOMETRAJES
- 1958. Tierra y mar del noroeste, de Juan Jurado [6]
- 1962. Zaragoza, ciudad inmortal, José Antonio Duce
- 1965. Pabellón de España, Javier Setó
- 1966. Mis canciones a España, Ismael González Díaz
- 1967. Venezuela canta a España, Ismael González Díaz
- 1969. Cristo en la tierra, Ismael González Díaz